# Pink Moon (Film)
Pink Moon ist eine Tragikomödie von Floor van der Meulen, die im Juni 2022 beim Tribeca Film Festival ihre Premiere feierte und im September 2022 in die niederländischen Kinos kam.

## Handlung
Der 74-jährige Jan überrascht seine 29-jährige Tochter Iris und deren älteren Bruder Ivan bei einem Familienessen mit der Ankündigung, seinem Leben noch vor seinem nächsten Geburtstag ein Ende setzen zu wollen. Während Ivan dies akzeptiert, kündigt Iris ihren Job und zieht bei ihrem Vater ein, um ihn davon abzubringen, sich das Leben zu nehmen. Einige Tage vor Jans Geburtstagsfeier überrumpelt sie ihn mit einer gemeinsamen Reise in die verschneiten slowenischen Alpen.

## Trivia
Für den titelgebenden Song von Nick Drake konnte Van Der Meulen unerwarteterweise kein Nutzungsrecht erhalten. An seiner Stelle verwendete sie den Song Magnolia von J. J. Cale.

## Produktion

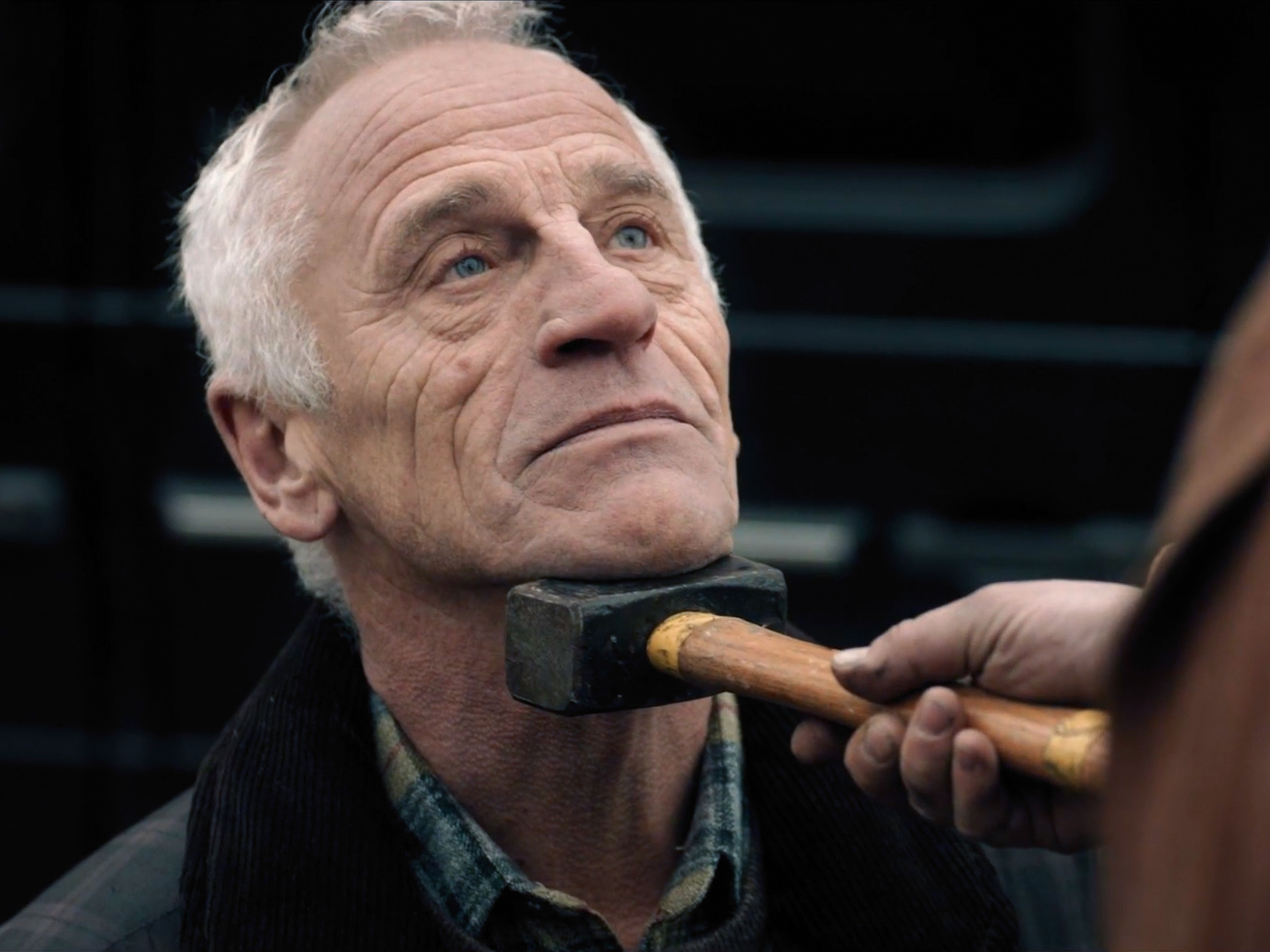
Johan Leysen spielt den lebensmüden Jan

Regie führte Floor van der Meulen. Das Drehbuch schrieb Bastiaan Kroeger.
Johan Leysen spielt den lebensmüden Vater Jan, Julia Akkermans und Eelco Smits seine Kinder Iris und Ivan.
Im Mai 2022 wurde der Film beim Marché du film der Internationalen Filmfestspiele von Cannes präsentiert. Die Premiere erfolgte am 13. Juni 2022 beim Tribeca Film Festival. Im Juli 2022 wurde er beim Guanajuato International Film Festival gezeigt. Am 8. September 2022 kam Pink Moon in die niederländischen Kinos. Im November 2022 wird er beim Festival Internacional de Cine de Gijón und im Dezember 2022 beim Les Arcs Film Festival gezeigt.

## Auszeichnungen
Pink Moon befindet sich auf einer Shortlist von Filmen, die von den Niederlanden als Beitrag für die Oscarverleihung 2023 in der Kategorie Bester Internationaler Film eingereicht werden. Im Folgenden weitere Nominierungen und Auszeichnungen.
Les Arcs Film Festival 2022
- Nominierung im Hauptwettbewerb[6]

Tribeca Film Festival 2022
- Nominierung im International Narrative Competition
- Lobende Erwähnung (Floor van der Meulen)[2][8]